# Џордан Пил
Џордан Хауорт Пил (енгл. Jordan Haworth Peele; Њујорк, 21. фебруар 1979) амерички је глумац, комичар и филмаџија. Познат је по свом филмском и телевизијском раду у жанровима комедије и хорора.

## Детињство и младост
Рођен је 21. фебруара 1979. године у Њујорку. Мајка му је Луцинда Вилијамс је белкиња из Мериленда. Његов отац, Хејворд Пил Млађи (умро 1999), био је црнац, пореклом из Северне Каролине. Последњи пут је видео свог оца када је имао седам година, а одгајала га је самохрана мајка на Менхетну.

## Приватни живот
Године 2013. почео је да излази са Челси Перети. Верили су се у новембру 2015, а Перетијева је у априлу 2016. објавила да су венчали. Имају сина по имену Бомонт (рођен 1. јула 2017).

## Филмографија
| Година | Српски назив      | Изворни назив | Редитељ | Сценариста | Продуцент | Дистрибутер | Напомене     |
| ------ | ----------------- | ------------- | ------- | ---------- | --------- | ----------- | ------------ |
| 2016.  | Кијану            |               | Не      | Да         | Да        |             | такође глуми |
| 2017.  | Бежи!             |               | Да      | Да         | Да        |             |              |
| 2018.  | Црни члан КККлана |               | Не      | Не         | Да        |             |              |
| 2019.  | Ми                |               | Да      | Да         | Да        |             |              |
| 2021.  | Кенди             |               | Не      | Да         | Да        |             |              |
| 2022.  | Не                |               | Да      | Да         | Да        |             |              |
| 2022.  | Вендел и Вајлд    |               | Не      | Да         | Да        |             | такође глуми |